# Die zwölf Geschworenen (Fernsehserie)
Die zwölf Geschworenen (Im Original De twaalf (Die Zwölf)) ist eine belgische Dramaserie in 10 Teilen aus dem Jahr 2019. 

## Handlung
Die zwölf Geschworenen sind zwölf Menschen aus der Bevölkerung, die dazu aufgefordert sind, im Rahmen eines Geschworenengerichts an einem Mordprozess teilzunehmen und ein Urteil zu fällen. Im Prozess wird der Schulleiterin Frie Palmers vorgeworfen, ihre beste Freundin Brechtje Vindervogel und ihre eigene Tochter Roos ermordet zu haben. Neben dem Prozess werden auch die Leben und Hintergründe der einzelnen Geschworenen beleuchtet, diese haben auch so manches dunkle Geheimnis zu verbergen.

## Besetzung

### Hauptdarsteller
| Rolle             | Darsteller          | Episoden | Rollenbeschreibung                        |
| ----------------- | ------------------- | -------- | ----------------------------------------- |
| Delphine Spijkers | Maaike Neuville     | 1–10     | Stellvertretende Geschworene              |
| Holly Ceusters    | Charlotte De Bruyne | 1–10     | Vorsitzende der Geschworenen              |
| Joeri Cornille    | Tom Vermeir         | 1–10     | Geschworener                              |
| Carl Destoop      | Zouzou Ben Chikha   | 1–10     | Geschworener                              |
| Noël Marinus      | Piet De Praitere    | 1–10     | Geschworener                              |
| Frie Palmers      | Maaike Cafmeyer     | 1–10     | Hauptverdächtige                          |
| Ari Spaak         | Josse De Pauw       | 1–10     | Anwalt von Palmers                        |
| Stefaan De Munck  | Johan Heldenbergh   | 1–10     | Exmann von Palmers                        |
| Margot Tindemans  | Greet Verstraete    | 1–10     | Frau von De Munck                         |
| Marc Vindervogel  | Koen De Sutter      | 1–10     | Vater der ermordeten Brechtje Vindervogel |
| Vera De Block     | Anne-Mieke Ruyten   | 1–10     | Geschworene                               |
| Inge Van Severen  | Sofie Decleir       | 1–10     | Anwältin von Marc Vindervogel             |
| Mai               | Mieke De Groote     | 1–10     | Vorsitzende Richterin des Assisenhofs     |
| Hedwig            | Isabelle Van Hecke  | 1–10     | Staatsanwältin                            |
| Fabrice Boks      | Mungu Cornelis      | 1–10     | Fernsehreporter                           |

## Episodenliste
| Nr.                                                                                                 | Deutscher Titel      | Originaltitel       | Erstausstrahlung Belgien | Regie          | Drehbuch                     | Zuschauer (Belgien) |
| --------------------------------------------------------------------------------------------------- | -------------------- | ------------------- | ------------------------ | -------------- | ---------------------------- | ------------------- |
| 1                                                                                                   | Frie                 | Frie                | 3. Nov. 2019             | Wouter Bouvijn | Bert Van Dael & Sanne Nuyens | ~1,19 Mio.          |
| 2                                                                                                   | Donald               | Donald              | 10. Nov. 2019            | Wouter Bouvijn | Bert Van Dael & Sanne Nuyens | ~0,90 Mio.          |
| 3                                                                                                   | Eliane               | Eliane              | 17. Nov. 2019            | Wouter Bouvijn | Bert Van Dael & Sanne Nuyens | ~1,10 Mio.          |
| 4                                                                                                   | Marc                 | Marc                | 24. Nov. 2019            | Wouter Bouvijn | Bert Van Dael & Sanne Nuyens | ~1,05 Mio.          |
| 5                                                                                                   | Stefaan              | Stefaan             | 1. Dez. 2019             | Wouter Bouvijn | Bert Van Dael & Sanne Nuyens | ~1,10 Mio.          |
| 6                                                                                                   | Guy                  | Guy                 | 8. Dez. 2019             | Wouter Bouvijn | Bert Van Dael & Sanne Nuyens | ~1,10 Mio.          |
| 7                                                                                                   | Lutgard und Margot   | Lutgard en Margot   | 15. Dez. 2019            | Wouter Bouvijn | Bert Van Dael & Sanne Nuyens | ~1,0 Mio.           |
| 8                                                                                                   | Cleo und Jutta       | Cleo en Jutta       | 22. Dez. 2019            | Wouter Bouvijn | Bert Van Dael & Sanne Nuyens | ~1,06 Mio.          |
| 9                                                                                                   | Ulrich und Elisabeth | Ulrich en Elisabeth | 29. Dez. 2019            | Wouter Bouvijn | Bert Van Dael & Sanne Nuyens | ~0,9 Mio.           |
| 10                                                                                                  | Brechtje und Roos    | Brechtje en Roos    | 5. Jan. 2020             | Wouter Bouvijn | Bert Van Dael & Sanne Nuyens | ~1,28 Mio.          |
| Die deutschsprachige Synchronfassung der Staffel wurde am 10. Juli 2020 bei Netflix veröffentlicht. |                      |                     |                          |                |                              |                     |

## Produktion und Ausstrahlung
Die Uraufführung fand am 8. April 2019 im Rahmen des Canneseries-Festival statt; in Belgien strahlte der öffentlich-rechtliche Fernsehsender Eén Die zwölf Geschworenen beginnend mit dem 3. November 2019 aus. Die internationalen Vermarktungsrechte sicherte sich Netflix, ab dem 17. April 2020 stand die niederländische Originalfassung in den Niederlanden zum Streaming bereit. Die deutschsprachige Synchronfassung wurde am 10. Juli 2020 veröffentlicht.

## Rezeption
Die Drehbuchautoren Bert Van Dael und Sanne Nuyens wurden beim Canneseries-Festival 2019 für das Drehbuch von Die zwölf Geschworenen ausgezeichnet.
Die Serie Die zwölf Geschworenen mache den Zuschauer zu einem der Geschworenen, schreibt Dhruv Sharma bei TheCinemaholic. Sie schaffe es, die Zuschauer genauso nichtsahnend zu lassen wie die Geschworenen. Sie lasse Spielraum, Entscheidungen zu treffen, die wieder revidiert werden müssten. Die Verteidigung und die Staatsanwaltschaft würden ausgewogen dargestellt und die Figuren böten Tiefgang.
In der Internet Movie Database stimmten circa 1200 Nutzer ab und vergaben so 7,7 von 10 möglichen Punkten.